# Walter Mirauer
Walter Mirauer (* 16. November 1882 in Berlin; † 17. März 1948 ebenda) war ein deutscher Chirurg und Gynäkologe.

Walter Mirauer, 1932, im Krankenhaus Calbe/S.

An mehreren Wirkungsstätten in Deutschland galt sein besonderes Augenmerk unfallchirurgischen Opfern und der Extension bei Knochenbrüchen. Mirauer hat sich außerdem für die Einrichtung einer überregionalen Blutbank eingesetzt. Als Jude war Mirauer zwischen 1933 und 1945 Einschränkungen seiner Arbeit ausgesetzt.

## Leben
Walter Daniel Mirauer war nach Elisabeth und vor Fritz das zweite Kind von Carl und Zerline Mirauer (geb. Kraft), die am 25. Mai 1880 in der Synagoge in der Oranienburger Straße in Berlin-Mitte geheiratet hatten. Mirauer besuchte das renommierte Französische Gymnasium und dann das Wilhelms-Gymnasium in Berlin. Nach der Schule ging er nach München zum Medizinstudium, kehrte aber 1907 zur Promotion an der Friedrich-Wilhelms-Universität in seine Heimatstadt zurück. Ab 1908 war Mirauer vier Jahre Praktikant am Städtischen Krankenhaus Gitschiner Straße in Berlin-Kreuzberg. Am 11. November 1912 heiratete er Ilka Kwasniewski, Tochter der Eheleute Johann Kwasniewski und Clara von Grumbkow.
Nach kurzen beruflichen Intermezzi an der Berliner Charité bei dem Gynäkologen und Chirurgen Max Stickel und an der Universitäts-Frauenklinik in Halle/Saale praktizierte Walter Mirauer 1913/14 in eigener Praxis in Mannheim als Frauenarzt. Da er sich jedoch vor allem für die Chirurgie interessierte, nahm er eine sich bietende Gelegenheit wahr und arbeitete von 1914 bis Ende 1916 am Städtischen Krankenhaus in Berlin-Schöneberg, unter anderem zusammen mit dem Chirurgen Ernst Unger. In dieser Zeit wurden die Söhne Helmuth (* 7. November 1914) und Günther (* 13. Januar 1916) geboren.
Von Anfang 1917 bis 1921 war Walter Mirauer Chefarzt am Kreiskrankenhaus Salzwedel, unterbrochen nur von seiner Zeit als Kriegsassistenzarzt und Lazarettleiter an der Westfront in den Jahren von 1917 bis Anfang 1919. Mirauer wurde mit dem Eisernen Kreuz ausgezeichnet. In Salzwedel wurden die Kinder Ursula (* 22. September 1917) und Klaus (* 21. November 1919) geboren. 1921 eröffnete Mirauer in Staßfurt eine Privatklinik und praktizierte selbst als Gynäkologe und Chirurg, bevor er 1925 zum Chefarzt am Städtischen Krankenhaus in Calbe (Saale) berufen wurde. In der Zeit des Nationalsozialismus schützten ihn zunächst sein profundes Können und seine Verdienste im Ersten Weltkrieg, doch mit Inkrafttreten der Nürnberger Gesetze musste er seine Arbeit in Calbe aufgeben. Er kehrte nach Berlin zurück und arbeitete in einer Arztpraxis in Charlottenburg, dies wurde ihm jedoch nur gestattet, weil er mit einer Nichtjüdin verheiratet war und mit ihr Kinder hatte. Außer Günther verließen die Kinder Deutschland 1938 und flüchteten nach Großbritannien; Ursula zog nach ihrer Heirat in die Niederlande.
1942 wurde Walter Mirauer durch die Gestapo aufgefordert, die Chirurgische Abteilung des Jüdischen Krankenhauses in Berlin-Gesundbrunnen zu übernehmen. Mirauer wurde so zum Nachfolger von Ernst Eylenburg. Etwa 800 Menschen erlebten mit Mirauer im Jüdischen Krankenhaus die Befreiung, darunter sein Sohn Günther, der als „Halbjude“ in der Wehrmacht diente und an der Ostfront an Flecktyphus erkrankt war. Im September 1945 wurde Walter Mirauer mit der Leitung der Chirurgischen Abteilung des Städtischen Rudolf-Virchow-Krankenhauses in Berlin betraut und konnte nach vielen Mühen den Operationsbetrieb im stark zerstörten Krankenhaus wieder aufnehmen. Mirauer starb an den Folgen eines Herzinfarkts.

## Schrift
Mirauer: Über die kutane Tuberkulinreaktion, insbesondere die Ergebnisse von Impfungen mit abgestuften Tuberkulinkonzentrationen, Verlag Curt Kabitzsch, 1910